# اکسیژن آمریکایی
«اکسیژن آمریکایی» (به انگلیسی: American Oxygen) تک‌آهنگی از هنرمند اهل باربادوس ریانا است که در ۱۴ آوریل ۲۰۱۵ منتشر شد.